# Блуждаещ пламък
„Блуждаещ пламък“ (на латински ignis fatuus – „замаян пламък“, мн. ч. ignes fatui), още „зловещо сияние“ е израз, употребяван във фолклора за призрачна светлина, виждана от пътници през нощта, особено над мочурища или блата. Феноменът е известен в английската народна вяра, английския фолклор и голяма част от европейския фолклор под различни имена и се смята, че ги подвежда, като прилича на мигаща лампа или фенер. В литературата с него метафорично се описва пътеводна, но недостижима надежда или цел, или нещо, което човек намира за странно или зловещо.
Днес (XX-XXI век) рядко се съобщава за наблюдения на блуждаещ пламък. Смята се, че това е резултат от пресушаването и рекултивирането на блатистите земи през последните векове, които така са превърнати в земеделски земи.

## Обяснение

### Химия
В съвременната наука е общоприето, че феноменът блуждаещ пламък се причинява от окисляването на фосфин (PH3), дифосфан (P2H4) и метан (CH4). Тези съединения, произведени от органично разлагане, могат да причинят фотонни емисии. Тъй като смесите от фосфин и дифосфан спонтанно се запалват при контакт с кислорода във въздуха, то са необходими само малки количества от него, за да запалят много по-разпространения метан, което създава ефимерни (съвсем кратковременни и нетрайни) пожари. Освен това фосфинът произвежда фосфорен пентаоксид, като страничен продукт, който пък образува фосфорна киселина при контакт с водни пари, което може да обясни „вискозната влага“, понякога описвана като придружаваща блуждаещия пламък.

### Биология
Феноменът блуждаещ пламък може да възникне и от биолуминесценцията на различни обитаващи гората микроорганизми и насекоми. Зловещото сияние, излъчвано от някои гъбни видове, като Armillaria, по време на химични реакции при гниене, може да се възприеме, като „блуждаещ пламък“. Има и много други биолуминесцентни организми (като светулките) , които могат да създадат илюзия за приказни светлини, но и светлината, отразяваща се от по-големите горски обитатели, би могла да обясни явлението, особено ако блуждаещият огън изглежда да се движи и реагира на други светлини. Например бялото оперение на горските сови може да отразява достатъчно светлина от Луната, за да изглежда като кукумявка (съответно може и да мине за призрак или нещо друго свръхестествено, придобило образа на тази нощна птица)